# 권남혁
권남혁(權南赫, 1949년 6월 10일 - 2011년 10월 13일)은 부산고등법원장 등을 역임한 법조인이다.

## 생애
1949년 경상북도 예천군에서 권장혁(한국과학기술원 항공우주공학과 교수)와 권진혁(대원과학대학 사무처장) 형제로 태어나 서울고등학교와 서울대학교 법학과를 졸업하고 제13회 사법시험에 합격해 사법연수원을 수료하였다. 예천군 출신의 법조인 모임인 예법회 2대 회장을 지냈고, 대구지방법원, 서울민사지방법원 등에서 판사를 하다가 미국으로 유학을 떠났으며 대법원 재판연구관과 사법연수원 교수를 제외하고는 창원지방법원 서울민사지방법원 광주고등법원 수원지방법원 부장판사에 임명되어 재판장을 하였다가 법원장으로 승진하여 서울지방법원 서부지원 전주지방법원 서울남부지방법원 부산고등법원에서 법원장을 역임하였다. 공직에서 물러난 이후 로고스 변호사사무실 등에서 변호사를 하였다. 변호사를 하면서 부하직원으로부터 금품을 받은 혐의로 1심에서 징역 3년6월의 실형을 선고받은 전 국세청장 전군표의 항소심 재판 변호사 선임으로 전관논란이 있었으나 판결에서 원심이 유지됐다.

## 주요 판결
- 서울민사지방법원 합의15부 재판장으로 재직하던 1994년 8월 25일에 한국자동차보험이 청구한 채무 부존재 확인 소송에서 "사고 시간을 정확히 추정할 수 없으나 12시를 알리는 라디오 시보를 듣고 난 후 사고를 목격했다는 목격자의 증언을 채택하며 이 사고가 보험계약 발효 시점 이후에 일어난 것으로 판단된다"며 원고 패소 판결했다.[4]

- 광주고등법원 제1형사부 재판장으로 재직하던 1996년 2월 7일에 강도상해죄로 징역3년6월을 선고받은 대학생 김모씨에 대한 항소심에서  "범인으로 단정한 피해자나 김씨를 붙잡은 증인들이 당시 범인을 직접 목격했다거나 범인이 현장에서 도주하는 것을 보지 못했고 김씨를 범인으로 단정할만한 직접 증거가 없다"며 무죄를 선고했다.[5]

- 광주고등법원 형사부 재판장으로 재직하던 1996년 2월 27일에 지방선거를 앞두고 김봉렬 등으로부터 수억원대 금품을 받아 1심에서 벌금500만원을 선고받은 김인곤 의원에 대해 "사적으로 사용하지 않고 국회의원 신분이라는 점을 감안했다"며 벌금400만원을 선고했다.

- 서울고등법원 형사1부 재판장으로 재직하던 1999년 4월 29일에 건설업체로부터 뇌물을 받은 윤병희 용인시장에게 특정범죄가중처벌법 뇌물죄로 징역6년 추징금 2억원을 선고했다.[6]6월 2일에 부산시장 후보 당시 한보그룹 총회장으로부터 2억원을 받은 혐의로 기소됐다가 무죄 선고받은 문정수에 대해 "피고인이 금품을 수수한 사실은 인정되지만 사전 수뢰죄에 요구되는 청탁의 구체성을 인정할 만한 증거가 없다"며 항소를 기각했다. 6월 23일에  김현철에 대한 파기환송심에서 특가법 조세포탈, 알선수재를 적용해 징역2년 벌금10억5천만원 추징금 5억2400만원을 선고하면서 "대동주택 사장으로부터 차명계좌로 입금한 10억원 중에 현금 5억원은 적극적인 자금은닉행위로 볼 수 없다"며 증여세 포탈은 무죄를 선고했다. 7월 5일에 재개발사업과 관련해 건설업체로부터 뇌물을 받아 1심에서 징역8년이 선고된 서울시 재개발과 6급 행정주사에 대해 특가법 알선수재를 적용해 징역6년 추징금 2억1500만원을 선고했다.[7] 7월 7일에 개인휴대통신사업자 선정비리에 연루되었다가 1심에서 무죄를 선고받은 김기섭 전 안기부 운영차장에 대해 "7000만원의 지분참여를 했던 신한항공의 투자금 반환요구를 계속하다가 주식가치가 없어 사실상 포기상태에 들어갔으나 한솔PCS가 신한항공을 인수한 뒤인 1995년 11월초 "한솔이 PCS사업자로 선정되도록 해달라"는 부탁을 받고 7000만원을 돌려받은 만큼 죄가 인정된다"며 원심을 깨고 특정범죄가중처벌법 알선수재를 적용해 징역8월 집행유예2년 추징금 7000만원을 선고했으며[8] 이명박에 대한 파기환송심에서 벌금 400만원을 선고했다.[9] 8월 1일에 태국에서 우송된 헤로인을 소포로 국내에서 재포장해 미국으로 보냈다가 1심에서 징역5년이 선고된 필리핀인 2명에 대해 "헤로인인줄 모르고 수고비만 받고 소포로 보냈다는 피고인의 진술을 헤로인인줄 알고 소포를 보냈다고 잘못 기재된 점 등이 인정된다" 무죄를 선고했다.[10] 8월 18일에 한총련 대의원을 하면서 이적표현물 소지, 반포 혐의로 1심에서 징역1년 집행유예2년이 선고된 피고인의 항소심에서  "<대중 활동가론>을 후배 2명에게 나눠준 것은 평소 잘 아는 사이여서 자료를 건네준 것뿐 불특정 다수에게 인쇄물을 뿌리는 반포행위로 볼 수 없다"고 하며 항소를 기각했다. 12월 29일에 회사채 1조7천억원을 허가없이 매매하여 1심에서 증권거래법위반과 증재죄가 적용되어 징역3년 집행유예5년이 선고된 김형진 세종증권 전 회장에게 "국제통화관리기금 관리체제라는 특수한 상황에서 허가없이 채권영업을 한 것은 위법이지만 결과적으로 국가 경제회복에 도움을 줬고 이전에는 별 단속없이 관행으로 이루어진 점을 감안했다"며  벌금 4500만원을 선고했다.[11] 2000년 2월 16일에 부채비율이 동종업계 평균치의 2배에 이르는 W사에 100억원을 대출해주고 사례비로 6천만원을 받는 등 1천억여원 이상을 부당 대출해 준 뒤 사례비 수억원을 받아 특정경제범죄가중처벌 등에 관한 법률 위반(수재)죄를 적용해 기소돼 1심에서 징역 6년 추징금 4억800만원과 징역 4년 추징금 1억500만원이 각각 선고된 서이석 전 경기은행장과 홍순익 전 경기은행 전무에 대해 "부채 상환이 불투명한 기업체에 돈을 대출해주면서 최소한의 담보도 설정하지 않은 점 등에 비춰볼 때 `은행 퇴출을 막기 위한 것'이었다는 피고인의 주장은 받아들일 수 없다"고 하면서 징역 5년 추징금 3억800만원과 징역 3년 추징금 1억500만원을 각각 선고했다.[12]